# Marc Gabriel
 (novembre 2015).
Si vous disposez d'ouvrages ou d'articles de référence ou si vous connaissez des sites web de qualité traitant du thème abordé ici, merci de compléter l'article en donnant les références utiles à sa vérifiabilité et en les liant à la section « Notes et références ».
Marc Gabriele (Marc Gabriel) est un auteur-compositeur-interprète québécois né en Tunisie en 1952.

## Biographie
Marc Gabriel' a à son actif une centaine de chansons dont une douzaine s'étant hissées au sommet des palmarès. De New-York à Boston en passant par la Floride jusqu'aux rives du Saint-Laurent c'est un vrai passionné de musique populaire avec une forte expérience de la scène: Festiblues 2009, Club Soda, Théâtre Saint-Denis, Place des Arts, Festival de musique du monde, et plusieurs autres événements partout au Canada, en France et aux États-Unis.
Nombre de ses chansons sont connues au Québec : Indigène, Karianne,  Jérusalem, Harley Blues Band, Arthabaska, Le chant des gouttières, Roule... Ayant vécu une dizaine d'années aux États-Unis où il compose pour d'autres artistes, il se sent naturellement attiré par la musique Soul, le Blues et le Gospel. Très vite, il devient membre de l'American Guild of Authors and Composers et est publié par la prestigieuse maison d'éditions Chapell Music.
Six albums solos en français, deux albums en anglais.
Grand prix de La Société Canadienne des auteurs, compositeurs et éditeurs de musique (SOCAN).
Plaque honorifique pour chansons les plus jouées à la radio.
Cinq nominations à l'ADISQ : dont deux pour chanson de l'année.
Sept vidéos (cinq en rotation forte)
Compositions de textes et musiques pour des artistes américains et québécois connus.
Rôles principaux dans Starmania (1986-1987 / Roger-Roger) et Notre-Dame de Paris (1999-2000 / Frollo).

## Discographie

### Extraits radio
- 1988 : Lady Vivaldi
- 1988 : Transatlantique
- 1988 : Jérusalem (avec Véronique Béliveau)
- 1989 : La vallée des rois
- 1989 : Tabou
- 1990 : Indigène
- 1990 : Karianne
- 1990 : Le Harley Blues Band
- 1991 : Tu y arriveras
- 1991 : Le lion est mort ce soir
- 1991 : Les enfants d'EL Menzah
- 1992 : Arthabaska
- 1993 : Le chant des gouttières
- 1993 : Tu me manques
- 1998 : Roule
- 1998 : Unis
- 2004 : Pour que tu t'envoles
- 2010 : L'été boréal

## Lauréats et nominations

### Gala de l'ADISQ
| Année | Catégorie                                       | Pour                                 | Résultat   |
| ----- | ----------------------------------------------- | ------------------------------------ | ---------- |
| 1987  | spectacle de l'année - musique et chansons rock | Starmania (avec la troupe Starmania) | nomination |
| 1990  | révélation de l'année                           | Marc Gabriel                         | nomination |
| 1991  | interprète masculin de l'année                  | Marc Gabriel                         | nomination |
| 1991  | microsillon de l'année - pop/rock               | Karianne                             | nomination |